# Julidochromis marlieri
Julidochromis marlieri è una specie di ciclide endemica del Lago Tanganica dove è nota solo dalla parte nord-occidentale preferendo le coste rocciose e le acque profonde.

## Descrizione
Questa specie raggiunge una lunghezza di 15 centimetri (5,9 pollici). Le femmine adulte sono più grandi dei maschi adulti. Il nome specifico onora lo zoologo belga Georges Marlier che ha raccolto l'esemplare tipo.

## Acquariofilia
Nel commercio dell'acquariofilia, sono comunemente noti come Marlier's Julie, Spotted Julie o Checkered Julie.